# 迪克·哈伯德

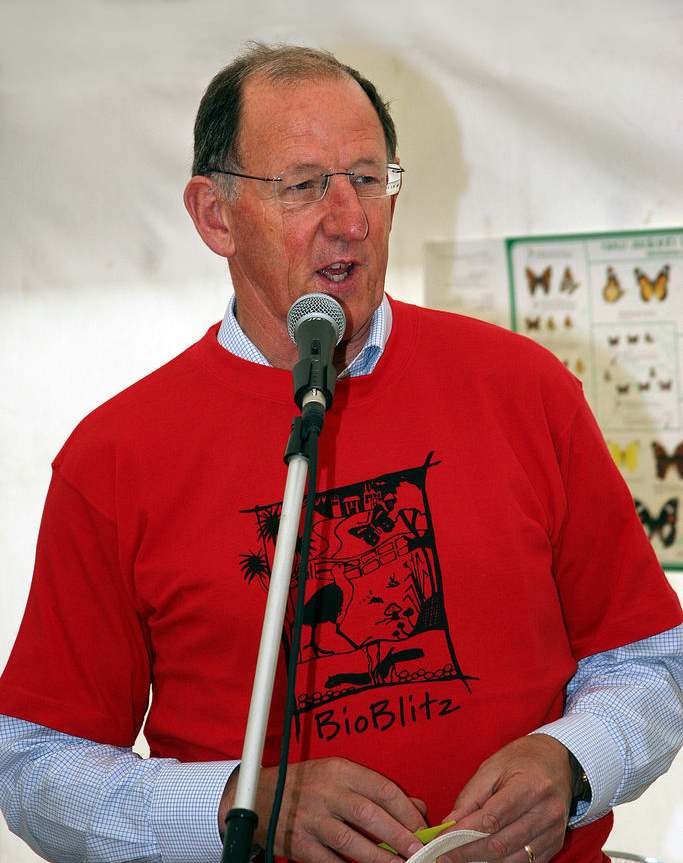
迪克·哈伯德

迪克·哈伯德（Dick Hubbard，1946年12月18日—）是纽西兰功勋勋章获得者。食品科技学士学位。奥克兰哈伯德食品公司创始人和老板，前任奥克兰市长。有孩子勞瑞爾·哈伯德，為舉重運動員。
| 前任： 约翰·班克斯 | 奥克兰市长 2004-2007 | 繼任： 约翰·班克斯 |